# Dropides (Archon 645/44 v. Chr.)
Dropides (griechisch Δρωπίδης Drōpídē) war im Jahr 645/644 v. Chr. Athener Archon. Sein Name taucht im Marmor Parium als Datierung für den Musiker Terpandros auf. Zu seiner Person ist praktisch nichts bekannt. Vermutlich war er Großvater des gleichnamigen Archon von 593/92 v. Chr., eines Weggefährten Solons.